# Alexandra Adler
Pour les articles homonymes, voir Adler.
Alexandra Adler (Vienne, 24 septembre 1901 – New York, 4 janvier 2001) est une neurologue autrichienne, fille du psychanalyste Alfred Adler et de Raissa Timofeyevna Adler (née Epstein, 1872–1962). Elle est décrite comme l'une des principales « systématisatrices et interprètes » de la psychologie adlérienne. Sa sœur est Valentine Adler, écrivaine et militante communiste. Alexandra Adler était mariée à Halfdan Gregerson, doyen du Williams College.

## Biographie
Alexandra Adler achève ses études de médecine à l'Université de Vienne en 1926, avant de se spécialiser en psychiatrie à l'Hôpital neuropsychiatrique de l'Université de Vienne. Elle émigre aux États-Unis en 1935, où elle travaille comme enseignante en neurologie à la Harvard Medical School. En 1938, elle devient directrice médicale de la clinique Alfred Adler de New York, du nom de son père. En 1946, elle rejoint le département de psychiatrie du Collège de médecine de l'Université de New York, où elle devient professeure en 1969. Elle est également présidente de l’American Society of Adlerian Psychology (en).
En 2001, Alexandra Adler décède à l'hôpital de l'Université de New York.

## Travaux
De 1928 à 1938, Alexandra Adler mène une enquête sur des cas connus d’encéphalite ou d’encéphalomyélite à l’hôpital municipal de Boston. Cette étude inclut plus de 100 patients, admis uniquement si l’encéphalite était leur seule maladie. L'objectif de l'étude était d'apporter de nouvelles connaissances sur ces maladies. 
En 1937, elle conduit une étude en collaboration avec le neurochirurgien de Harvard, Tracy Putnam (en). L'étude porte sur le cerveau d’un patient atteint de sclérose en plaques, ce qui a permis d'obtenir de nouvelles informations sur les effets de cette maladie sur le corps humain.  
En 1943, elle étudie les survivants de l’incendie du Cocoanut Grove en 1942. Cette recherche révèle que 50 % des survivants présentaient encore des traumatismes et des troubles un an après l’accident. Ces symptômes incluent des modifications de la personnalité, telles que des troubles du sommeil, de l'anxiété, des sentiments de culpabilité et des peurs liées à l’événement. Il est également constaté que les survivants ne reconnaissent que partiellement ce qui s’était passé, probablement en raison du stress ou d’une éventuelle lésion cérébrale due à une exposition au monoxyde de carbone. Elle est l'une des premières neurologues à documenter en détail ce qui est aujourd'hui connu sous le nom de trouble de stress post-traumatique,.
Dans les années 1950 et 1960, Alexandra Adler poursuit les travaux de son père sur la psychologie adlérienne pour explorer des traitements possibles pour la schizophrénie, les névroses et les troubles de la personnalité. Elle pense que ces traitements peuvent inclure des thérapies modernes basées sur les médicaments, la thérapie de groupe, ainsi que les psychothérapies existentialistes et religieuses.